# Ophryophryne hansi
Ophryophryne hansi és una espècie de granota que viu al Vietnam.
Està amenaçada d'extinció per la pèrdua del seu hàbitat natural.